# Токуґава Хідетада
Токуґа́ва Хідета́да (яп. 徳川秀忠, とくがわひでただ, МФА: [tokugawa çidetada]; нар. 2 травня 1579 — пом. 14 березня 1632) — 2-й сьоґун сьоґунату Едо. Правив з 1605 по 1623 рік. Син Токуґави Іеясу, засновника і першого сьоґуна сьоґунату Едо.

## Біографія

### Молоді роки
Токуґава Хідетада народився 2 травня 1579 року в замку Хамамацу провінції Тотомі. Він був третім сином Токуґави Ієясу, самурайського володаря провінцій Мікава й Тотомі. Матір'ю хлопця була наложниця пані О-Ай з роду Сайґо (пані Ходай). В дитинстві Хідедатаду називали Наґамацу, а згодом — Такетійо.
Після загибелі старшого брата Токуґави Нобуясу, Хідетада став основним спадкоємцем свого батька, наступним головою роду Токуґава. 1587 року він отримав від Імператорського двору 5-й молодший чиновницький ранг і посаду Голови Імператорських комор.
1590 року Хідетада виїхав з провінції до столиці Кіото на аудієнцію об'єднувача Японії Тойотомі Хідейосі. В столиці він пройшов церемонію повноліття й обрав ім'я Хідетеда, взявши собі ієрогліф «Хіде» з імені Хідейосі. Імператорський двір дарував юнаку 4-й молодший ранг й посаду Слуги Імператора. Наступного року Хідатада отримав титул Молодшого Генерала Імператорської гвардії й 4-й старший ранг, а 1592 року — 3-й молодший ранг і посаду Тимчасового середнього державного радника.
1595 року Хідетада одружився із панною О-Ґо (пані Суґен), донькою Адзаї Наґамаси, племінницею Оди Нобунаґи. Від їхнього шлюбі народилося 2 синів та 5 доньок.

### Секіґахара
1600 року Хідетада вирушив із військом проти Уесуґі Каґекацу, володаря північно-східного краю Айдзу, під час протистояння регіональних володарів після смерті Хідейосі. В містечку Ояма провінції Сімоцуке він довідався, що союзник його ворога — Ісіда Міцунарі, управитель роду Тойотомі, підняв війська в Західній Японії. Хідетада зупинив похід і разом з батьком Токуґавою Ієясу рушив на захід. За домовленістю батько обрав узбережний шлях Токай, а син — Середгірський шлях.
По дорозі Хідетада наштовхнувся на опір місцевого володаря Санади Масаюкі, господаря замку Уеда в провінції Сінано. Після декількох безуспішних днів штурму до штабу сина прибув батьків посланець, що приніс звістку про початок вирішальної битви при Секіґахара. Хідетада кинув замок й хутко рушив на підмогу, але запізнився на бій. Батько сильно висварив сина і вибачив його лише за заступництва володарів-союзників.
30 квітня 1601 року Хідетада отримав від Імператорського двору 2-й молодший ранг і посаду Тимчасового старшого державного радника. 23 березня 1603 року, у зв'язку з призначенням його батька сьоґуном Японії, він був удостоєний титулів Генерала Правої Імператорської гвардії та Голови Правого бюро Імператорських коней. Цього ж року донька Хідетади, панночка Сен, була видана заміж за Тойотомі Хідейорі, володаря Осаки й сина покійного Хідейосі.

### Сьоґун

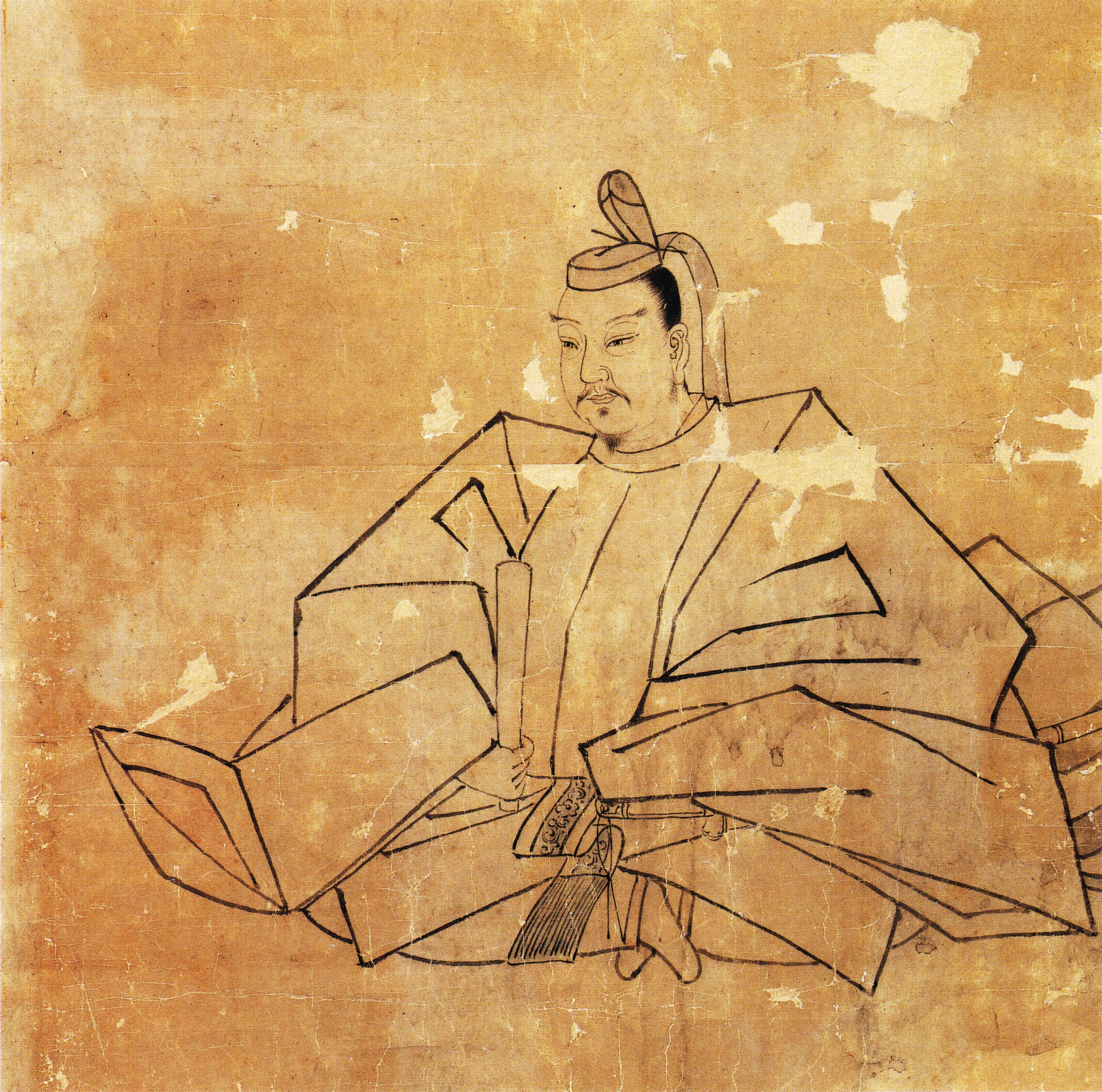
Портрет Токуґави Хідетади школи Кано.

12 квітня 1605 року Хідетада вирушив до Кіото з родового замку Едо у супроводі 100 тисячного війська і 28 квітня прибув до столиці. 24 травня його батько проголосив передачу сину своєї сьоґунської посади та головування в роді Токуґава. 2 червня Імператорський двір затвердив Хідетаду сьоґуном й одночасно надав титули Старшого роду Мінамото, голів освітянських центрів Дзюннаїн і Сьоґакуїн, а також Міністра печатки 2-го старшого рангу. Крім цього, йому були подаровані аристократична карета, запряжена биками, та озброєна охорона.
24 жовтня 1606 року сьоґун Хідетада повернувся до своєї перебудованої й розширеної резиденції в замку Едо. 28 липня 1607 року він прийняв корейське посольство доброї волі, що прибуло з метою укладання мирного договору після японсько-корейської війни. Наступного року сьоґун дав дозвіл південнояпонському роду Сімадзу здійснити похід на Рюкюську державу.
Хоча Хідетада займав пост голови самурайського уряду, реальна влада в країни належала його батькові — екс-сьоґунові Токуґаві Ієясу. Повноваження сина обмежувалися управлінням в землях Східної Японії та формальним затвердженням рішень, прийнятих екс-сьоґуном в замку Сумпу.
17 квітня 1614 року Імператорський двір підвищив Хідетаду до Правого міністра 1-го молодшого рангу. Цього року, разом із батьком він брав участь у зимовій Осацькій кампанії, а наступного — в літній Осацькій кампанії, які завершилися самогубством Тойотомі Хідейорі та ліквідацією ворожого сьоґунам Токуґава роду Тойотомі.
14 травня 1615 року, зі смертю батька, Хідетада став повноправним володарем Японії і розпочав будівництво власного авторитарного уряду. Того ж року він видав «Закони для військових домів», що обмежували права регіональних володарів та закріплював за сьоґунатом Токуґава статус головного арбітра усієї самурайської верстви. 1619 року, під приводом порушення цих «Законів», сьоґун конфіскував володіння Фукусіми Масанорі, керманича автономного уділу Хіросіма-хан, а також землі ще 41 ненадійних володарів, переважно головних васалів покійного батька, таких як Хонда Масадзумі. Задля ослаблення відцентрових тенденцій уряд змушував регіональних володарів брати участь у виснажливих роботах з укріплення замків Едо та Осаки.
Згодом Хідетада прийняв закони, які обмежували політичні й майнові права Імператорського двору, столичної аристократії та духовенства. 1620 року він одружив свою доньку Кадзуко на спадкоємці Імператорського престолу, а 1627 року, в результаті інциденту з фіолетовими рясами, добився відставки Імператора Ґо-Мідзуно й передав Імператорський трон своїй малолітній онуці, майбутньому Імператору Мейсьо.
В галузі міжнародної політики Хідетада розпочав курс ізоляції Японії від Заходу, що отримав назву «сакоку». Європейцям заборонялося торгувати в Японії за винятком міст Нагасакі та Хірадо. Була накладена повна заборона на імпорт іноземної зброї та піратство у японських прибрежних водах. Хідетада продовжив також репресивну політику щодо християнства, започатковану його батьком у 1612 році.

### Екс-сьоґун
23 серпня 1623 року Хідетада передав посаду сьоґуна синові Ієміцу та прийняв титул екс-сьоґуна. Він залишив за собою основні важелі влади і переніс свою резиденцію до Західного двору Едоського замку. Управління державними справами Хідетада доручив Дої Тосікацу.
8 жовтня 1626 року Імператорський двір надав Хідетаді 1-й молодший ранг і дарував найвищу посаду Великого державного міністра.
14 березня 1632 року Токуґава Хідетада помер в Західному дворі замку Едо у віці 54 років. Його поховали в монастирі Дзодзьодзі в місті Едо (район Мінато столиці Токіо).
В японській історіографії періоду Едо Хідетада описувався як дуже чесний, але слабодухий воїн. Він любив квіти — камелії та півонії, й захоплювався чайною церемонією. На фоні свого прославленого батька Токуґави Ієясу та сина Токуґави Ієміцу, Хідетада виглядав як посередній політик. Цей негативний образ було переглянуто новітніми істориками. Саме Хідетада заклав законодавчу базу сьоґунату Токуґава, визначивши політично-соціальну модель країни на наступні два з половиною століття.